# Xosaia nitida
Xosaia nitida är en kackerlacksart som beskrevs av Karlis Princis 1963. Xosaia nitida ingår i släktet Xosaia och familjen småkackerlackor. Inga underarter finns listade i Catalogue of Life.